# Mathilde Heuing
Mathilde Heuing (25 september 1952) is een voormalige Duitse middellange- en langeafstandsloopster, die gespecialiseerd was in de marathon.

## Loopbaan
Heuing won in 1979 bij de Duitse kampioenschappen een zilveren medaille op de 1500 m. Het jaar ervoor was ze tweede geworden bij de Duitse kampioenschappen veldlopen en derde bij de Duitse kampioenschappen 1500 m. In 1981 won ze de Silvesterlauf Bozen en in 1982 de marathon van Rotterdam. In 1995 werd ze tweede bij de Hermannslauf.
In haar actieve tijd was Heuing aangesloten bij LG Gütersloh. In haar vrije tijd runde ze een winkel met skiuitrusting. Ze is gescheiden en heeft een zoon.

## Persoonlijke records
| Afstand  | Prestatie | Datum            | Plaats    |
| -------- | --------- | ---------------- | --------- |
| 800 m    | 2.07,5    | 16 juli 1975     | Arnhem    |
| 1000 m   | 2.46,8    | 4 augustus 1978  | Troisdorf |
| 1500 m   | 4.14,67   | 1 september 1981 | Ingelheim |
| 3000 m   | 9.15,9    | 22 augustus 1980 | Brussel   |
| 5000 m   | 16.26,0   | 29 juli 1981     | Hamm      |
| marathon | 2:54.03   | 22 mei 1982      | Rotterdam |

## Palmares

### 1500 m
- 1979:  Duitse kamp. - 4.16,7
- 1980:  Duitse indoorkamp.
- 1980:  Duitse kamp.

### marathon
- 1982:  marathon van Rotterdam - 2:54.03

### veldlopen
- 1980:  Duitse kamp. (ca. 3660 m) - 14.39,1

### overige
- 1981:  Corsa Internazionale di San Silvestro (6,5 km) - 22,28
- 1995:  Hermannslauf - 2:14.xx